# Rhinichthys cataractae
Rhinichthys cataractae är en fiskart som först beskrevs av Achille Valenciennes 1842. Arten ingår i släktet Rhinichthys, och familjen karpfiskar. Inga underarter finns listade i Catalogue of Life.